# Óscar Barberán
Óscar Barberán Méndez (Barcelona, 9 de diciembre de 1967) es un actor, locutor y director de doblaje español.
En su carrera ha doblado a actores como Ben Stiller, Ben Affleck, Don Cheadle, Keanu Reeves, Woody “Toy Story”, Tadeo Jones y Tuth “Momias”.

## Biografía
Al igual que muchos compañeros suyos de doblaje, sus comienzos fueron en la radio -de hecho, participó en el último radio-teatro que se hizo en España, en Radio Barcelona-. Tras el "boom" del vídeo en Barcelona -también en Madrid-, la profesión necesita de gente nueva para doblar, por lo que "APADECA" organiza unos cursos para enseñar a los que serían el futuro de la profesión. A mediados de los 80, Barberán efectúa dicho curso y, automáticamente, ya empieza a doblar tanto en castellano como en catalán. Logra doblar a estrellas como Ben Affleck en "Shakespeare in Love", Keanu Reeves en las películas de "Matrix", Tom Hanks en "Toy Story (franquicia)", Don Cheadle en "Ocean's (saga)",Ben Stiller en "Los padres de ella", Ryan Reynolds en "Green Lantern: Emerald Knights" , Denis Leary en Ice Age y Ice Age: The Meltdown, etc., convirtiéndose en voz habitual de ellos. Aparte de los actores mencionados -voz habitual de ellos-, ha doblado a Bobby Cannavale, David Duchovny, Jason Lee, Jason Statham... Debido a que se negó a ceder sus derechos de voz y, si lo hacía, era cumpliendo su caché para doblar, muchos de los actores a los que doblaba, dejó de doblarlos él, por lo que ya hace muy poco doblaje. Aun así, ha puesto voz a cientos de campañas publicitarias.
En 2013, junto a Luis Posada (actor) y Jordi Brau, fundó el estudio de doblaje "Polford", donde suele dirigir doblajes e imparte clases de doblaje en el propio centro de formación de dicho estudio.

## Número de doblajes de actores más conocidos
- Voz habitual de Ben Affleck (en 13 películas).
- Voz habitual de Keanu Reeves (en 13 películas).
- Voz habitual de Don Cheadle (en 11 películas).

Como actor de doblaje en cine
Voz de Don Cheadle en:
- Misión a Marte (2000) - Luke Graham
- Traffic (2000) - Montel Gordon
- Ocean's Eleven (2001) - Basher Tarr
- El mundo de leland (2003) - Pearl Madison
- Ocean's Twelve (2004) - Basher Tarr
- Crash (2004) - Det. Graham Waters
- El asesinato de Richard Nixon (2004) - Bonny Simmons
- Ocean's Thirteen (2007) - Basher Tarr
- Traidor (2008) - Samir Horn
- El irlandés (2011) - Agente FBI Wendell Everett
- Sin movimientos bruscos (2021) - Curt Goynes

Voz de Ben Stiller en:
- Black and White (1999) - Mark Clear
- Los padres de ella (2000) - Greg Focker
- Los Tenenbaums: Una familia de genios (2001) - Chas Tenenbaum
- Los padres de él (2004) - Greg Focker
- Extras (2007) - Él mismo
- Ahora los padres son ellos (2010) - Greg Focker

Voz de Keanu Reeves en:
- Pactar con el diablo (1997) - Kevin Lomax
- Matrix (1999) - Neo
- Equipo a la fuerza (2000) - Shane Falco
- Premonición (2000) - Donnie Barksdale
- Noviembre dulce (2001) - Nelson Moss
- The Matrix Reloaded (2003) - Neo
- The Matrix Revolutions (2003) - Neo
- Cuando menos te lo esperas (2004) - Julian Mercer
- Constantine (2005) - John Constantine
- Thumbsucker (2005) - Perry Lyman
- La casa del lago (2006) - Alex Wyler
- SPF-18 (2017) - Él mismo
- Entre dos helechos: La película (2019) - Él mismo

Voz de Ben Affleck en:
- Phantoms (1998) - Bryce Hammond
- Shakespeare in Love (1998) - Ned Alleyn
- Operación Reno (2000) - Rudy Duncan
- Algo que contar (2000) - Buddy Amaral
- Al limite de la verdad (2002) - Gavin Banek
- Una noche perfecta (2002) - Michael
- Pánico nuclear (2002) - Jack Ryan
- Daredevil (2003) - Matt Murdock/Daredevil
- Paycheck (2003) - Michael Jennings
- Una relación peligrosa (2003) - Larry Gigli
- Diario de un ejecutivo agresivo (2006) - Jack Giamoro
- ¿Que les pasa a los hombres? (2009) - Neil
- The Company Men (2011) - Bobby Walker

Voz de Tom Hanks en:
- Toy Story (1995) - Sheriff Woody
- Toy Story 2 (1999) - Sheriff Woody
- Toy Story 3 (2010) - Sheriff Woody
- Toy Story Toons: Vacaciones en Hawai (2011) - Sheriff Woody
- Toy Story Toons: Pequeño gran Buzz (2012) - Sheriff Woody
- Toy Story de Terror (2013) - Sheriff Woody
- Toy Story: El tiempo perdido (2014) - Sheriff Woody
- Toy Story 4 (2019) - Sheriff Woody

Voz de Denis Leary en:
- Ice Age (2002) - Diego
- Ice Age: The Meltdown - Diego

Voz original: 
- Las aventuras de Tadeo Jones - Tadeo Jones
- Tadeo Jones 2: El secreto del rey Midas - Tadeo Jones
- Tadeo Jones 3: La tabla esmeralda - Tadeo Jones

Voz de otros actores:
- El principe de Egipto - Aaron (Jeff Goldblum)
- Space Jam - Monstar Bupkus
- Caillou (1 temporada hasta la 2 temporada) - Boris/Papá
- Corpse Bride - Barkis Bittern (Richard E. Grant)

Anime:
- Monster (TV) - Johan Liebert
- Saint Seiya - Ikki de Fénix

Como actor de doblaje en videojuegos:
- The Matrix: Path of Neo - Neo
- Star Wars: Episodio I - La amenaza fantasma - Darth Maul

- Datos: Q21816250